# دانشگاه لانگ آیلند

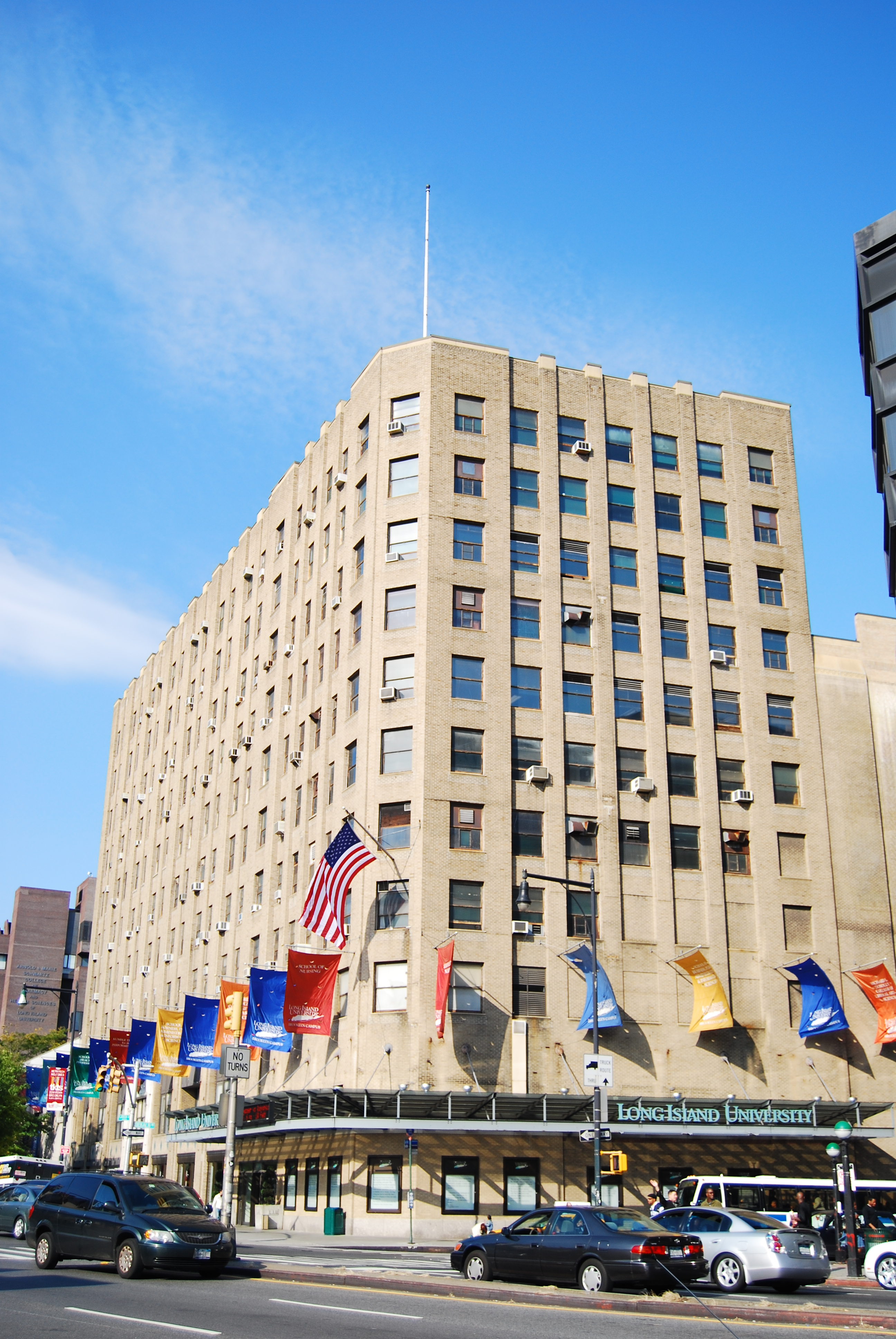

دانشگاه لانگ آیلند (به انگلیسی: Long Island University) تأسیس ۱۹۲۹، یکی از دانشگاه‌های خصوصی ایالت نیویورک بوده و در لانگ آیلند واقع است.